# Mono (manga)
Mono hay Highschool girls enjoying weekends with gadgets and trips! là một bộ manga yonkoma thuộc thể loại hài kịch do Afro viết và minh họa. Bộ truyện ra mắt trên tập san Manga Time Kirara Miracle! của Houbunsha vào tháng 5 năm 2017, và sau đó đã chuyển giao cho tập san Manga Time Kirara Carat từ tháng 12 cùng năm. Bộ anime truyền hình chuyển thể từ loạt manga do hãng phim Soigne chế tác hoạt họa đã ra mắt vào tháng 4 năm 2025 trên Tokyo MX. Câu chuyện kể về hành trình Amamiya Satsuki – một nữ sinh cấp 3 sở hữu tài năng chụp ảnh, khám phá sở thích và kết nối với những người bạn mới sau khi Câu lạc bộ nhiếp ảnh của trường mất đi các thành viên chủ chốt.
Sau khi bộ manga Mahou Shoujo Homura☆Tamura kết thúc, biên tập viên đã mời Afro thực hiện một tác phẩm mới. Tên gọi Mono bắt nguồn từ cụm từ "Ironna mono". Do sinh sống tại Kofu và có hiểu biết về khu vực Yamanashi, Afro đã lựa chọn nơi đây làm bối cảnh chính, và tận dụng cơ hội khảo sát thực địa trong quá trình sáng tác. Các địa điểm mà nhân vật ghé thăm đều lấy cảm hứng từ thông tin trên các chương trình radio địa phương. Trong Mono, Afro đã lồng ghép yếu tố yuri nhằm mang lại tiếng cười cho độc giả. Còn về phần nhân vật, Haruno thường là người đề xuất các chuyến đi, nhưng Satsuki lại đóng vai trò trung tâm với không một đặc điểm tính cách gì quá nổi bật. Cả ba nhân vật còn lại đều trầm lắng, trong khi An lại năng động, và luôn tạo bầu không khí vui vẻ cho nhóm bạn.
Mặc dù nhận được nhiều đánh giá tích cực về phần hình ảnh và khả năng khơi gợi cảm hứng làm điều mới, Mono cũng vấp phải một số ý kiến phê bình. Theo một số nhà chuyên môn, tác phẩm dần mất đi trọng tâm về chủ đề nhiếp ảnh khi chuyển hướng sang tập trung vào các chuyến đi quảng bá du lịch quanh núi Phú Sĩ và lu mờ hình ảnh của câu lạc bộ. Kết quả là, nhiều nhà phê bình đã so sánh tác phẩm với Dã ngoại thảnh thơi, một bộ manga có nội dung tương tự. Tuy nhiên, sự khéo léo trong việc khắc họa phong cảnh và ẩm thực, cùng với yếu tố hài hước mang tính đời thường, đã tạo nên sức hấp dẫn đáng kể đối với độc giả.

## Nội dung
Amamiya Satsuki, thành viên Câu lạc bộ Nhiếp ảnh của Trường Trung học Phổ thông Kofu Arakawa, luôn nổi bật với khả năng chụp ảnh bằng điện thoại thông minh. Bộ sưu tập ảnh của cô trải từ những bức ảnh bầu trời, động vật cho đến những bức chân dung ghi lại hình ảnh chủ tịch câu lạc bộ. Từ một người không mấy hứng thú với nhiếp ảnh, Satsuki dần phát triển thành một nhiếp ảnh gia tài năng, và giành được nhiều giải thưởng.
Sau khi các thành viên năm cuối tốt nghiệp, Satsuki và người bạn thân Kiriyama An trở thành hai thành viên duy nhất còn lại của câu lạc bộ. Sự vắng bóng của các tiền bối khiến Satsuki mất đi động lực để tiếp tục hoạt động và tìm kiếm thành viên mới. Tuy nhiên, nhờ những lời động viên của An và chiếc máy ảnh 360 độ nhỏ gọn, Satsuki dần lấy lại niềm đam mê với nhiếp ảnh. Trong quá trình đó, cả hai gặp gỡ thêm nhiều bạn mới: một họa sĩ truyện tranh đang tìm cảm hứng sáng tác, một chủ tịch câu lạc bộ điện ảnh gặp khó khăn về nhân sự, và một người lái xe máy gặp sự cố hết nhiên liệu.

## Nhân vật
Amamiya Satsuki (雨宮 さつき)
Lồng tiếng bởi: Mikawa Haruna
Ban đầu, Satsuki không có hứng thú với nhiếp ảnh. Tuy nhiên, vì ngưỡng mộ tiền bối Makinohara, người có niềm đam mê với bộ môn này, cô đã quyết định tham gia câu lạc bộ nhiếp ảnh. Khi mới gia nhập, cô chỉ sử dụng điện thoại thông minh để chụp ảnh, và hầu hết các tác phẩm đều của Satsuki đều là hình ảnh tiền bối Makinohara. Tác phẩm "Tiền bối mùa thu" của cô thậm chí đã giành được giải bạc trong cuộc thi nhiếp ảnh bằng điện thoại thông minh. Sau khi Makinohara tốt nghiệp, Satsuki rơi vào trạng thái suy sụp. Nhờ những lời động viên của người bạn thân Kiriyama An, cô dần lấy lại tinh thần. Để giải quyết tình trạng thiếu thành viên, cô đề xuất sáp nhập Câu lạc bộ nhiếp ảnh với Câu lạc bộ nghiên cứu điện ảnh. Quá trình hợp nhất đã dẫn đến việc thành lập Câu lạc bộ nghiên cứu điện ảnh và nhiếp ảnh, và giúp cả hai tránh khỏi nguy cơ giải tán.
Kiriyama An (霧山 アン)
Lồng tiếng bởi: Koga Aoi
An là thành viên của Câu lạc bộ nghiên cứu phim ảnh, và mang kiểu tóc đuôi ngựa đôi. Cô sở hữu tính cách bộc trực, lối nói chuyện thẳng thắng, đồng thời thường hành động theo cảm tính của mình. An gọi Satsuki bằng biệt danh "Satchan". Vì tình cảm dành cho Satsuki, An đã cố gắng học tập và thi đỗ vào cùng trường với cô. Mặc dù không có niềm đam mê đặc biệt với nhiếp ảnh, cô vẫn tham gia vào câu lạc bộ của trường. Nhờ tính cách vui vẻ và hòa đồng, An nhanh chóng làm quen và thân thiết với những đứa trẻ thường xuyên lui tới cửa hàng kẹo của nhà Haruno. Trong câu lạc bộ, An luôn là người khuấy động không khí. Bên cạnh đó, cô sử dụng một máy quay hành trình với góc rộng 150 độ.
Shikishima Sakurako (敷島 桜子)
Lồng tiếng bởi: Tono Hikaru
Sakurako từng là trưởng Câu lạc bộ nghiên cứu điện ảnh. Do câu lạc bộ nằm trong diện giải thể vì lý do tương tự Câu lạc bộ nhiếp ảnh, cô nhanh chóng chấp nhận đề xuất sáp nhập câu lạc bộ của Satsuki và An. Sakurako là người ít biểu lộ cảm xúc với tính cách mạnh mẽ, thẳng thắn. Ngoài ra, cô làm công việc đóng gói bán thời gian tại một nhà máy bánh kẹo, đồng thời sở hữu những kỹ năng khéo léo để điều khiển diều một cách thành thạo.
Akiyama Haruno (秋山 春乃)
Lồng tiếng bởi: Ueda Reina
Haruno là một họa sĩ truyện tranh chuyên nghiệp. Cô sở hữu mái tóc bạc xoăn giống như tai thú và thường đeo kính. Tính cách của cô khá lơ đễnh trong cuộc sống thường ngày, nhưng khi làm việc, cô lại rất nhiệt tình và chu đáo. Ngoài ra, Haruno còn thích uống rượu, mặc dù tửu lượng của cô khá kém. Sinh ra và lớn lên tại Ise, Haruno sau đó chuyển đến Tokyo để làm việc tại một nhà xuất bản. Trong một dịp về thăm bà ngoại ở Kofu, cô quyết định ở lại và sống nhờ tại cửa hàng kẹo truyền thống "Shironeko-ya" của bà trong khoảng 4 năm. Trước đây, Akino từng sáng tác một bộ manga dài kỳ trên nguyệt san. Tuy nhiên, do doanh số tankōbon không đạt được kết quả như mong đợi nên bộ truyện đã phải kết thúc. Hiện tại, cô đang tập trung vào việc vẽ một bộ yonkoma về cuộc sống của một nữ sinh trung học. Haruno quen biết Satsuki và những người bạn của cô khi họ đến hỏi ý kiến về một cuộc đấu giá trực tuyến. Từ đó, cô nhiều lần nhờ đến Câu lạc bộ nghiên cứu điện ảnh và nhiếp ảnh cho các dự án của mình. Khi đi thực địa để nghiên cứu, Haruno thường lái một chiếc xe mang phong cách Nissan Pao. Ban đầu, cô lái xe khá bất cẩn, nhưng sau khi luyện tập, cô đã cải thiện được đáng kể kỹ năng lái xe. Tuy nhiên, tư thế lái xe của cô lại trở nên kỳ lạ.
Komada Kako (駒田 華子)
Lồng tiếng bởi: Kawase Maki
Kako là bạn thời trung học và bạn cùng lớp cũ của Haruno. Cô là một motovlogger, thường đi khắp các tỉnh thành để tìm gặp những người bạn cùng lớp đã học lên đại học hoặc đi làm ở nơi khác. Cô chở họ trên chiếc xe máy của mình và ghi lại hành trình bằng video. Từ chương 5, Kako thường xuyên đến nhà Haruno và rủ cô đi chơi. Ban đầu, cô sử dụng xe máy Yamaha WR250R. Tuy nhiên, để thuận tiện cho việc di chuyển từ Mie đến Yamanashi, cô đã chuyển sang dùng Yamaha YZF-R1 từ chương 14. Sau sự kiện ở chương 32, Kako chuyển đến Nagano và bắt đầu công việc mới.

## Sản xuất

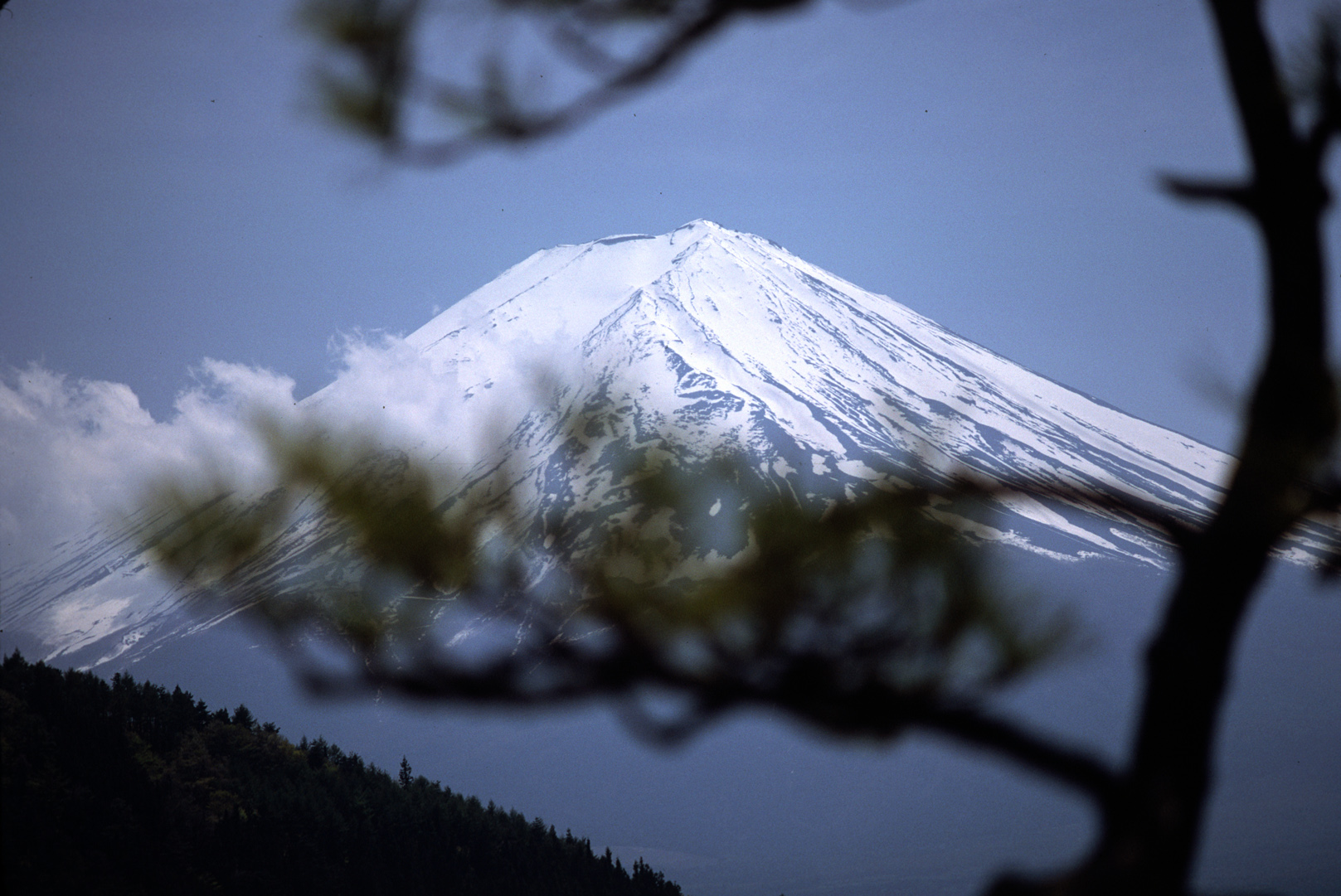
Núi Phú Sĩ nhìn từ tỉnh Yamanashi — một địa điểm có thật xuất hiện trong phim.

Khi tựa manga Mahou Shoujo Homura☆Tamura trên Manga Time Kirara☆Magica kết thúc, biên tập viên đã mời Afro vẽ một bộ yonkoma song song với Dã ngoại thảnh thơi. Vị tác giả sau đó đã chọn cái tên Mono cho tác phẩm, tức Ironna mono (いろんな物 Ironna mono, dịch: Nhiều điều khác nhau). Vì Afro sống ở Kofu và có hiểu biết nhất định về khu vực này, đồng thời có thể thuận tiện thực hiện các chuyến đi thực tế trong quá trình sáng tác Dã ngoại thảnh thơi, nên tác giả đã lựa chọn tỉnh Yamanashi làm bối cảnh cho bộ truyện. Afro quyết định các địa điểm thực tế mà các nhân vật sẽ ghé thăm dựa trên thông tin thu thập từ các chương trình radio địa phương. Trong tác phẩm, vị tác giả sử dụng yếu tố yuri như một phương tiện để thể hiện nét hài hước. Tác giả đã lựa chọn "THETA" của Ricoh cho máy ảnh 360 độ của Satsuki, và "HX-A1H" của Panasonic cho máy ảnh đeo cổ của An. Ban đầu, khi sáng tác Mono, Afro nhận thấy rằng việc giới thiệu đồng thời cả bốn nhân vật có thể làm người đọc cảm thấy quá tải. Vì vậy, tác giả đã lựa chọn giới thiệu Sakurakovà Kako ở giai đoạn sau của câu chuyện.
Trong bộ truyện, Haruno thường đảm nhận vai trò đề xuất các địa điểm vui chơi cho nhóm nhân vật. Tuy nhiên, vị trí trung tâm của câu chuyện vẫn thuộc về Satsuki. Afro đã xây dựng cô với hình tượng trung tính, và không sở hữu bất kỳ đặc điểm nổi bật nào. Bởi vì cả ba nhân vật còn lại đều có tính cách trầm lắng, vị tác giả đã xây dựng An thành một nhân vật năng động, giữ vai trò dẫn dắt cả nhóm và mang đến tiếng cười. Mặc dù tính cách của Afro không phản ánh một cách trực tiếp, những cảm nhận của vị tác giả trong quá trình sáng tác manga đã thể hiện qua Haruno – một nhân vật với lối sống lười biếng. Trong khi đó, Afro quyết định sẽ vẽ lông mày rậm cho các nhân vật sau khi biết đến một sự kiện mang tên "Lễ hội lông mày rậm" trên diễn đàn vẽ tranh mà vị mangaka từng ghé qua.

## Truyền thông

### Manga
Dưới ngòi bút và phần minh họa của Afro, Mono bắt đầu xuất bản dài kỳ trên tập san Manga Time Kirara Miracle! của Houbunsha từ ngày 16 tháng 5 năm 2017. Sau số cuối cùng của Manga Time Kirara Miracle! ra mắt vào ngày 16 tháng 10 năm 2017, tác phẩm tiếp tục được ấn hành trên tập san Manga Time Kirara Carat từ ngày 28 tháng 11 cùng năm. Afro đã sáng tác và đăng tải chương truyện chung với ấn phẩm Dã ngoại thảnh thơi trong số tháng 3 năm 2021 của tạp chí vào ngày 28 tháng 1. Houbunsha đã biên soạn các chương truyện thành thành những cuốn tankōbon riêng lẻ. Tập đầu tiên ra mắt vào tháng 10 năm 2018. Tính đến tháng 4 năm 2024, tựa manga đã cho ra mắt 4 tập tankōbon.
Trên trang web chính thức của ấn phẩm, Houbunsha đã chọn giới thiệu bộ truyện với mô tả "yonkoma về cách tận hưởng thế kỷ 21". Trong khi đó, các phương tiện khác lại gọi Mono là "yonkoma về cách tận hưởng cuối tuần này". Tháng 6 năm 2024, Yen Press đã công bố bản quyền bộ truyện tại thị trường Bắc Mỹ và xuất bản tập đầu tiên vào tháng 11 năm 2024. Trong khi đó, Daewon C.I. chịu tránh nhiệm ấn hành tác phẩm tại Hàn Quốc từ tháng 1 năm 2020. Còn tại Đài Loan, Nhà xuất bản Đông Lập là bên nắm giữ bản quyền tựa truyện, đồng thời tiến hành xuất bản ấn phẩm từ tháng 7 năm 2019.

#### Tậptankōbon
| # | Ngày phát hành       | ISBN              |
| - | -------------------- | ----------------- |
| 1 | 25 tháng 10 năm 2018 | 978-4-8322-4989-9 |
| 2 | 25 tháng 2 năm 2021  | 978-4-8322-7256-9 |
| 3 | 27 tháng 10 năm 2022 | 978-4-8322-7411-2 |
| 4 | 25 tháng 4 năm 2024  | 978-4-8322-9543-8 |
| 5 | 26 tháng 6 năm 2025  | 978-4-8322-9643-5 |

### Anime
Ngày 22 tháng 2 năm 2024, Aniplex đã công bố bộ anime truyền hình chuyển thể của tựa truyện. Loạt phim do hãng Aniplex sản xuất, trong khi Soigne chịu trách nhiệm chế tác hoạt họa, Aikei Ryota đạo diễn, Yonaiyama Yuko chấp bút phần kịch bản, Miyahara Takuya phụ trách công đoạn thiết kế nhân vật, còn Hyakkoku Hajime biên soạn nhạc phim. Halca đảm nhận nhạc hiệu kết thúc "Weekend Roll" (ウィークエンドロール). Ishihama Kakeru phụ trách sáng tác và cải biên nhạc hiệu mở đầu "Many Merry Memories!" (メニメリ・メモリーズ！), trong khi khâu viết lời lại do Yaginuma Kana thực hiện. Đơn vị sản xuất đã khởi chiếu sớm tác phẩm tại tỉnh Yamanashi và Tokyo vào ngày 29 tháng 3 và ngày 5 tháng 4 năm 2025. Bộ phim lên sóng chính thức từ ngày 12 tháng 4 đến ngày 28 tháng 6 trên Tokyo MX. Aniplex of America nắm giữ bản quyền tác phẩm và phát trực tuyến bộ phim thông qua nền tảng Crunchyroll trên toàn thế giới (ngoại trừ Nhật Bản, Trung Quốc, Hàn Quốc và Mông Cổ). Tại Hàn Quốc, tác phẩm do hãng Aniplus phụ trách khâu phân phối và lên sóng trên Laftel. Trong khi đó, Plus Media Networks Asia chịu trách nhiệm cấp phép phim tại Đông Nam Á, đồng thời tiến hành trình chiếu tác phẩm trên kênh Aniplus Asia tại Singapore và Indonesia. Còn tại Đài Loan, Hồng Kông và Ma Cao, bộ anime do Tropics Entertainment đảm nhận vai trò đại lý phân phối bản quyền.

#### Tập phim
| TT. | Tiêu đề | Đạo diễn                                               | Biên kịch             | Bảng phân cảnh              | Ngày phát hành gốc  |
| --- | --- | ------------------------------------------------------ | --------------------- | --------------------------- | ------------------- |
| 1   | "Mono no Tabi" (tiếng Nhật: monoの旅) | Aikei Ryota, Morotomi Naoya, Nakagami Yuki             | Yonaiyama Yoko        | Aikei Ryota, Morotomi Naoya | 12 tháng 4 năm 2025 |
| 2   | "Meikingu obu Kūsatsu!! / Kurasumeito Tazunete Sanzenri ~ Motoburogu Pāto 12 ~" (tiếng Nhật: メイキング・オブ・空撮！！/クラスメイト訪ねて三千里～モトブログパート12～)                                                       | Ranzaki Akari                                          | Yonaiyama Yoko        | Ranzaki Akari               | 19 tháng 4 năm 2025 |
| 3   | "Anime-ka Chokuzen!! Jigoku no Dangan Seichi Hunrei Sutanpu Rarī!!" (tiếng Nhật: アニメ化直前！！地獄の弾丸聖地巡礼スタンプラリー！！)                                                                                        | Uehara Fumiyuki, Murakawa Naoya, Kuratomi Kohei        | Yoshioka Natsu        | Uehara Fumiyuki             | 26 tháng 4 năm 2025 |
| 4   | "Iyashikei Mangaka Wainarī Meguri ~Motoburogu Pāto 13~ / Manpuku Fotorarī ~Manpuku Chūsū Shinkei Kanzen Hakai~" (tiếng Nhật: 癒し系マンガ家ワイナリー巡り～モトブログパート13～/まんぷくフォトラリー～満腹中枢神経完全破壊～) | Sadamoto Hokuto                                        | Yamashiro DL Yukitaka | Sadamoto Hokuto             | 3 tháng 5 năm 2025  |
| 5   | "~Hahamu Yamanashi Monogatari~ / Shinrei Supotto Hyōi Jiken" (tiếng Nhật: ～生ハム山梨物語～/心霊スポット憑依事件) | Morotomi Naoya                                         | Yoshioka Natsu        | Morotomi Naoya              | 10 tháng 5 năm 2025 |
| 6   | "Yamanashi de Kanpeki na Maruishi Dōsoshin o Gekisha suru! / Yamanashi de Karē, Tabemasu" (tiếng Nhật: 山梨で完璧な丸石道祖神を激写する！/山梨でカレー、食べます)                                                             | Takei Ryō                                              | Yonaiyama Yoko        | Takei Ryō                   | 17 tháng 5 năm 2025 |
| 7   | "Hajimete no Anime-ka / Mangakka Shūketsu! Minobu Uōkā" (tiếng Nhật: 初めてのアニメ化/漫画家集結！身延ウォーカー) | Nakagami Yuki                                          | Yonaiyama Yoko        | Nakagami Yuki               | 24 tháng 5 năm 2025 |
| 8   | "Shiken ni Deru Nagano Toyama Tabi dai Ichi Yoru" (tiếng Nhật: 試験に出る長野・富山の旅 第１夜) | Makino Hidenori                                        | Yoshioka Natsu        | Makino Hidenori             | 31 tháng 5 năm 2025 |
| 9   | "Shiken ni Deru Nagano Toyama Tabi dai Ni Yoru" (tiếng Nhật: 試験に出る長野・富山の旅 第２夜) | Kitamura Sho                                           | Yoshioka Natsu        | Kitamura Sho                | 7 tháng 6 năm 2025  |
| 10  | "Shiken ni Deru Nagano Toyama Tabi dai San Yoru" (tiếng Nhật: 試験に出る長野・富山の旅 第３夜) | Sakaguchi Aose, Imaoka Soba, Machikado Nokoi           | Yamashiro DL Yukitaka | Gotō Yūki, Ranzaki Akari    | 14 tháng 6 năm 2025 |
| 11  | "Yamanashi Kakigōri Mappu Kanzen Seiha" (tiếng Nhật: 山梨かき氷マップ完全制覇) | Kiikun                                                 | Yonaiyama Yoko        | Kiikun                      | 21 tháng 6 năm 2025 |
| 12  | "POV Horā dō Deshou" (tiếng Nhật: POVホラーどうでしょう) | Aikei Ryota, Kuratomi Kohei, Takei Ryō, Murakawa Naoya | Yonaiyama Yoko        | Yamamoto Yūsuke             | 28 tháng 6 năm 2025 |

## Đón nhận
Hīragi Sanaka từ Photo & Culture, Tokyo cho rằng Afro đã vẽ Mono với phong cách tranh tươi sáng, dễ thương, kết hợp với góc máy 360 độ nhằm tạo nên hiệu ứng chân thực cho từng khung cảnh. Khác với những tác phẩm tập trung vào các cuộc thi chụp ảnh đầy căng thẳng, bộ manga lại thiên về việc khám phá các góc chụp mới qua máy ảnh 360 độ và máy ảnh hành trình, từ đó mang đến những trải nghiệm vui vẻ cho người đọc. Ngoài ra, tác phẩm còn thể hiện niềm đam mê với công nghệ nhiếp ảnh hiện đại. Đồng thời, bộ truyện còn truyền tải thông điệp khuyến khích con người bước ra khỏi nhịp sống quen thuộc để trải nghiệm thế giới xung quanh. Anh đánh giá cao cảnh nhân vật đi du lịch, ghi lại khoảnh khắc bằng máy ảnh và tận hưởng cuộc sống về cả nội dung lẫn hình ảnh. Người hâm mộ Dã ngoại thảnh thơi cũng có thể tìm thấy những điểm liên hệ thú vị giữa hai tác phẩm qua phong cách vẽ và không khí thư giãn. Theo Hīragi, Mono không chỉ dành cho những người đam mê nhiếp ảnh mà còn truyền cảm hứng cho những ai muốn thử nghiệm với máy ảnh 360 độ hoặc khởi đầu hành trình vlog. Cuối cùng, anh xem bộ truyện như một lời nhắc nhở về việc khám phá thế giới qua ống kính máy ảnh.
Trong loạt bài Hướng dẫn manga mùa Thu năm 2024, trang Anime News Network đã đăng tải các bài viết phê bình về Mono. Theo đó, Christopher Farris, một cây viết trên website này, cho bộ truyện 3/5 sao, đồng thời nhận xét rằng tác phẩm đã mở đầu một cách đầy hứa hẹn thông qua câu lạc bộ của các nữ sinh trung học, nhưng lại nhanh chóng đánh mất đi nét độc đáo và trở thành một phiên bản tẻ nhạt của Dã ngoại thảnh thơi. Theo ý kiến của anh, chủ đề về nhiếp ảnh trong bộ truyện dần trở nên mờ nhạt khi nhân vật Haruno trở thành trọng tâm chính với các chuyến tham quan nhằm quảng bá du lịch quanh núi Phú Sĩ. Mặc dù có một số khoảnh khắc hài hước, Mono vẫn thiếu đi bản sắc riêng và chủ yếu phù hợp với những độc giả đang tìm kiếm một tác phẩm mang tính chữa lành sau Dã ngoại thảnh thơi. Trong khi đó, Lauren Orsini nhận xét rằng Mono là một biến thể khác của Dã ngoại thảnh thơi khi tập trung vào xe máy, ẩm thực, du lịch và các nhân vật nữ dễ thương. Mặc dù ban đầu xoay quanh chủ đề câu lạc bộ nhiếp ảnh, manga nhanh chóng chuyển hướng sang hành trình đến các địa điểm xuất hiện trong tác phẩm đầu tay của Afro. Bên cạnh đó, nhân vật chính Satsuki tương đối mờ nhạt, trong khi Haruno — một mangaka trưởng thành và là bản sao của Afro — lại thu hút sự chú ý của độc giả. Mặc dù không có nhiều yếu tố sáng tạo, Mono vẫn gây ấn tượng với loạt tranh vẽ phong cảnh và ẩm thực tuyệt đẹp của tác giả. Trái ngược với ý kiến của các biên tập viên tại Anime News Network, nhà phê bình Orsini đánh giá Mono là một bộ manga truyền cảm hứng và mang lại cảm giác ấm áp. Anh đánh giá cao yếu tố hài hước của tác phẩm, đặc biệt là những tình huống liên quan đến kỹ năng lái xe kém của Haruno và hành trình phiêu lưu của chú mèo đồng hành cùng cô. Ngoài ra, anh cũng đánh giá cao bản dịch tiếng Anh của Amber Tamosaitis và phần trình bày chữ do Chiho Christie thực hiện. Theo nhận định của cây viết, việc bổ sung các trang in màu cùng với phần chú thích chi tiết về các địa điểm có thật đã góp phần gia tăng giá trị cho bộ truyện. Tổng kết bài viết, Orsini chấm tập 1 của Mono 7.5/10 điểm.